# Ивахненко, Алексей Григорьевич
Алексе́й Григорье́вич Ива́хненко (укр. Олексíй Григо́рович Іва́хненко; 30 марта 1913 года — 16 октября 2007 года) — советский учёный в области автоматического управления, кибернетики и математического моделирования. Академик НАН Украины (2003). Заслуженный деятель науки и техники УССР (1972).

## Биография
Родился в городе Кобеля́ки Полтавской губернии в семье учителя. Отец Григорий Ивахненко, мать Мария Оперман.
В 1932 году закончил Киевский энерготехникум. Затем учился в Ленинградском электротехническом институте, после его окончания работал во Всесоюзном электротехническом институте.
В 1944 году становится сотрудником Института строительной механики (Киев), затем работает в Институте электротехники АН УССР и профессором Киевского политехнического института. В 1963 году переведён под руководство своего научного оппонента академика В. М. Глушкова.
Научное признание Ивахненко получил за работы в теории инвариантов и теории комбинированных систем автоматического управления, работающие по принципу автоматического устранения погрешностей. Эти системы использовались в управлении электродвигателями. После публикации в журнале «Автоматика» статьи «Метод группового учёта аргументов — конкурент методу стохастической апроксимации» началось новое направление исследований — эвристическая самоорганизация моделей, или индуктивное моделирование. Был разработана методика автоматического построения моделей по экспериментальным данным. В этом методе используются принципы автоматического построения моделей по массивам экспериментальных данных, автоматическая генерация вариантов, частичных решений и последовательной селекции (то, что затем в искусственном интеллекте стало называться построением миров, наивысшее развитие получило в системе на основе Lispa KEE). Метод широко использовался при решении практических задач моделирования, распознавания образов в экологии, гидрометеорологии, экономике. В начале 1980 годов А. Г. Ивахненко занимался моделями с шумом, шумоустойчивыми моделями.
Свидетельством мирового признания Ивахненко может быть сборник коллективной монографии американских и японских учёных в 1984 году, вышедший к 70-летию учёного.
Ивахненко написал более 400 научных работ и около 30 монографий, многие из которых переведены на иностранные языки. Под руководством Ивахненко защищено около 200 кандидатских диссертаций, почти 30 его учеников стали докторами наук.
Скончался 16 октября 2007 года. Похоронен на Байковом кладбище Киева.
Имеет звание заслуженного деятеля науки УССР, удостоен двух Государственных премий Украины в области науки и техники, награждён орденом Дружбы Народов, несколькими медалями.

## Монографии
- А. Г. Ивахненко. Автоматическое регулирование скорости асинхронных двигателей небольшой мощности. — Киев: Изд. АН УССР, 1953. — 280 с.
- А. Г. Ивахненко. Элекроавтоматика. Ч. 1: Обратные методы исследования комбинированных систем автоматического регулирования. — Киев: Гостехиздат УССР, 1954.
- А. Г. Ивахненко. Электроавтоматика. Ч. 2: Элементы теории электрических систем регулирования. — Киев: Гостехиздат УССР, 1954.
- А. Г. Ивахненко. Электроавтоматика. — Киев: Гостехиздат УССР, 1957.
- А. Г. Ивахненко. Самонастраивающиеся системы автоматического регулирования. — К.: Гостехиздат УССР, 1957.
- А. Г. Ивахненко, Н. В. Петина. Стабилизаторы напряжения с комбинированным управлением. — Киев: Изд. АН УССР, 1958.
- А. Г. Ивахненко. Техническая кибернетика. — Киев: Гостехиздат УССР, 1959.
- A. G. Ivakhnenko. Engineering cybernetics. — Washington: US Joint publications research service, 1961.
- А. Г. Ивахненко. Техническая кибернетика (2-е издание). — Киев: Гостехиздат УССР, 1962.
- А. Г. Ивахненко. Техническая кибернетика. — София: «Техника», 1962.
- A. G. Ivachnenko. Cybernetyka techniczna. — Warszawa: Wydawnictwo Naukowe, 1962.
- A. G. Ivachnenko. Technische kybernetik. — Berlin: VEB Verlag Technik, 1962.
- А. Г. Ивахненко. Кибернетические системы автоматического управления, способные к обучению. — Киев: КДНТП, 1962.
- О. Г. Івахненко. Кібернетичні системи з комбінованим керуванням. — Киев: Держ. вид. техн. літератури УССР, 1963.
- А. Г. Ивахненко. Самообучающиеся системы с положительными обратными связями. Справочное пособие. — Киев: Из-во АН УССР, 1963.
- A. G. Ivachnenko. Cibernetica technica. — București: Editura Technica, 1964.
- А. Г. Ивахненко, В. Г. Лапа. Кибернетические предсказывающие устройства. — Киев: «Наукова думка», 1965.
- А. Г. Ивахненко. Кибернетические системы с комбинированным управлением. — Киев: «Техніка», 1966.
- Ивахненко А. Г., Грубов В. И., Мандровский-Соколов Б. Ю. Промышленная кибернетика. — Киев: «Наук. думка», 1966.
- Ivakhnenko A.G. Cybernetic predicting devices. — Perdue Univ. Lafayette, Ind. School of Elect. Eng., 1966.
- A. G. Ivachnenko, W. G. Lapa. Algorytmy i urzadzenia realizujace predykcje. — Warszawa: Wydawnictwo Naukowo-Techniczne, 1967.
- A. G. Ivakhnenko, V. G. Lapa. Cybernetics and forecasting techniques. — New York: Elsevir Publishing Company, Inc., 1967.
- A. G. Ivachnenko, V. G. Lapa. Die kybernetische Vorhersagungsanlagen. — Berlin: VEB Verlag Technik, 1967.
- О. Г. Івахненко, Ю. П. Зайченко. Машини починають мислити. — Киев: Тов. «Знання» УРСР, 1967.
- А. Г. Ивахненко. Самообучающиеся системы распознавания и автоматического управления. — Киев: «Техніка», 1969.
- Самонастраивающиеся системы. Справочник / Под ред. П.И. Чинаева. — Киев: «Наук. думка», 1969.
- О. Г. Івахненко, В. Г. Лапа. Передбачення випадкових процесів. — Киев: «Наук. думка», 1969.
- А. Г. Ивахненко. Системы эвристической самоорганизации в технической кибернетике. — Киев: «Техніка», 1971.
- А. Г. Ивахненко, В. Г. Лапа. Предсказание случайных процессов. — Киев: «Наук. думка», 1971.
- Перцептрон — система распознавания образов / Под ред. А.Г. Ивахненко. — Киев: «Наук. думка», 1975.
- А. Г. Ивахненко. Долгосрочное прогнозирование и управление сложными системами. — Киев: «Техніка», 1975.
- А. Г. Ивахненко, Ю. П. Зайченко, В. Д. Димитров. Принятие решений на основе самоорганизации. — М.: «Сов. радио», 1976.
- Справочник по типовым программам моделирования / Под ред. Ивахненко А.Г. — Киев: «Техніка», 1980.
- А. Г. Ивахненко. Индуктивный метод самоорганизации моделей сложных систем. — Киев: «Наук. думка», 1982.
- А. Г. Ивахненко, Ю. П. Пека, Н. П. Востров. Комбинированный метод моделирования водных и нефтяных полей. — Киев: «Наук. думка», 1984.
- A. G. Ivachnenko, J. A. Muller. Selbstorganisation von vorhersagemodellen. — Berlin: Veb Verlag Technik, 1984.
- Self-organizing methods in modeling: GMDH type algorithms / Ed. S.J.Farlow. — New York, Basel: Marcel Decker Inc., 1984. — 350 с.
- А. Г. Ивахненко, Й. А. Мюллер. Самоорганизация прогнозирующих моделей. — Киев: «Техніка», 1985.
- А. Г. Ивахненко, В. С. Степашко[укр.]. Помехоустойчивость моделирования. — Киев: «Наук. думка», 1985.
- А. Г. Ивахненко, О. М. Дукарский, В. Я. Браверманн. Модели и методы управления энергетическим строительством. — Киев: «Будівельник», 1985.
- А. Г. Ивахненко, Ю. П. Юрачковский. Моделирование сложных систем по экспериментальным данным. — М.: «Радио и связь», 1987.
- А. Г. Ивахненко. Моделирование сложных систем. — Киев: Вища школа, 1987.
- А. Г. Ивахненко. Непрерывность и дискретность. — Киев: «Наук. думка», 1990.
- A. G. Ivakhnenko, H. R. Madala. Inductive learning algorithms for complex systems modeling. — London, Tokyo: CRC Press, 1994.

## Статьи
- А. Г. Ивахненко. О проблеме построения интеллектуального или мыслящего инженерного компьютера // Управляющие системы и машины. — 2003. — № 2.
- А. Г. Ивахненко. Образное мышление как согласование результатов дедуктивного мышления и вариантов индуктивного мышления // Управляющие системы и машины. — 2005. — № 2.
- А. Г. Ивахненко, Е. А. Савченко, Г. А. Ивахненко, В. Л. Синявский. Проблемы индуктивного двухуровневого мониторинга сложных процессов // Управляющие системы и машины. — 2007. — № 3.
- А. П. Сарычев, А. Г. Ивахненко, Г. А. Ивахненко, А. Е. Вилла, И. В. Тетко. Система многоальтернативного распознавания типов взаимодействия нейронов // Искусств. интеллект. — 2001. — № 2.
- А. Г. Ивахненко. Структуры образного компьютера, основанного на принципе самоорганизации моделей, обладающих повышенным свойством обобщения // Управляющие системы и машины. — 2003. — № 4.